# Quœux-Haut-Maînil
Quœux-Haut-Maînil è un comune francese di 253 abitanti situato nel dipartimento del Passo di Calais nella regione dell'Alta Francia.

## Società

### Evoluzione demografica
Abitanti censiti